# 倉田喜弘
倉田 喜弘（くらた よしひろ、1931年1月14日- 2022年8月31日）は、日本の芸能史研究家。

## 来歴
大阪市生まれ。大阪市立大学経済学部卒。NHK勤務ののち、1988年退職、芸能史研究に専念する。端唄根岸流家元だった根岸登喜子を妻とし、端唄のような芸能の近代化を願い、芸能の近代化についての著書多数。
2022年8月31日、肺がんのため死去。91歳没。

## 著書
- 『日本レコード文化史』東京書籍 1979　のち岩波現代文庫
- 『明治大正の民衆娯楽』岩波新書 1980
- 『著作権史話』千人社（歴史選書）1980
- 『近代劇のあけぼの 川上音二郎とその周辺』毎日新聞社（毎日選書）1981
- 『1885年ロンドン日本人村』朝日新聞社 1983
- 『演芸レコード発売目録』国立劇場, 1990
- 『東京の人形浄瑠璃』日本芸術文化振興会, 1991
- 『海外公演事始』東京書籍（東書選書）1994
- 『芸能の文明開化 明治国家と芸能近代化』平凡社選書 1999
- 『「はやり歌」の考古学 開国から戦後復興まで』文春新書 2001
- 『近代歌謡の軌跡』山川出版社（日本史リブレット）2002
- 『芝居小屋と寄席の近代 「遊芸」から「文化」へ』岩波書店 2006
- 『文楽の歴史』岩波現代文庫オリジナル、2013

### 編著
- 『明治の演芸』全8巻 国立劇場調査養成部芸能調査室, 1980-87
- 『日本近代思想大系 18 芸能』岩波書店 1988
- 『明治の能楽』全4巻 日本芸術文化振興会, 1994-97
- 『日本芸能人名事典』藤波隆之共編 三省堂 1995
- 『大正の能楽』日本芸術文化振興会, 1998
- 『新日本古典文学大系 明治編 教科書啓蒙文集』斉藤利彦,谷川恵一共 岩波書店, 2006
- 『円朝全集』清水康行,十川信介,延広真治共編集　全13巻　岩波書店、2012-15
- 『幕末明治見世物事典』吉川弘文館、2012
- 『近代日本芸能年表』林淑姫共著 ゆまに書房 2013
- 『江戸端唄集』編 岩波文庫 2014
- 『近代はやり唄集』編 岩波文庫 2016
- 『くどきぶしの世界』編著. ゆまに書房, 2020.12
- 『川上音二郎欧米公演記録 付・貞奴の女優養成』編著. ゆまに書房, 2020.3